# Igor Gratsjev
Igor Igorevitsj Gratsjev (Russisch: Игорь Игоревич Грачев) (Alma-Ata, 21 mei 1971) is een voormalig professionele basketbalspeler die speelde voor het nationale team van Rusland. Hij kreeg de onderscheiding Meester in de sport.

## Carrière
Gratsjev begon zijn profcarrière bij SKA Alma-Ata. Hij verhuisde naar STG-Stroitel Samara in 1992. Met Stroitel werd Gratsjev derde om het landskampioenschap van Rusland in 1993. In 1994 verhuisde hij naar Boedivelnik Kiev in Oekraïne. Met die club werd hij Landskampioen van Oekraïne in 1995 en ook Bekerwinnaar van Oekraïne in 1995. In 1995 stapte Gratsjev over naar Dinamo Moskou. Met Dinamo werd Gratsjev tweede om het landskampioenschap van Rusland in 1996. In 1996 keerde Gratsjev terug naar BK Samara. Met Samara werd Gratsjev twee keer derde om het landskampioenschap van Rusland in 1997 en 1998. In 1999 ging Gratsjev naar Avtodor Saratov. In 2000 ging hij naar UNICS Kazan. Met die club werd hij twee keer tweede om het landskampioenschap van Rusland in 2001 en 2002. In 2002 ging hij naar Evraz Jekaterinenburg. In 2003 verhuisde hij weer terug naar BK Samara maar maakte het seizoen af bij Lokomotiv Rostov. In 2004 ging Gratsjev naar Sibirtelecom-Lokomotiv Novosibirsk. In 2006 ging hij spelen voor Universitet-Joegra Soergoet. In 2008 keerde hij voor de vierde keer terug bij BK Samara. In 2009 stopte hij met basketbal.
Gratsjev won met Rusland zilver op het Wereldkampioenschap in 1994.
Gratsjev was hoofdcoach van BK Samara van 2017 tot 2022. In 2022 werd hij hoofdcoach bij het dames team van BK Samara. In 2023 werd hij hoofdcoach van Dinamo Koersk. In 2025 werd hij assistent-coach bij de heren van BK Samara.

## Erelijst
- Landskampioen Rusland:
  - Tweede: 1996, 2001, 2002
  - Derde: 1993, 1997, 1998
- Landskampioen Oekraïne: 1
  - Winnaar: 1995
- Bekerwinnaar Oekraïne: 1
  - Winnaar: 1995
- Wereldkampioenschap:
  - Zilver: 1994